# 日本国憲法第28条
日本国憲法 第28条（にほんこく（にっぽんこく）けんぽう だい28じょう）は、日本国憲法の第3章にある条文で、勤労者の団結権について規定している。

## 条文
日本国憲法 - e-Gov法令検索

第二十八条
勤労者の団結する権利及び団体交渉その他の団体行動をする権利は、これを保障する。

## 解説
大日本帝国憲法にはなかった規定である（そもそも制定当時工業労働者の労働運動自体がほとんど存在しなかった）。第二次世界大戦後の経済民主化政策の一環として労働組合の育成という要請がなされ、それを受けて憲法に明文化された。当権利・人権の性格上、私人間にも適用されるとされる。
団結権
労働組合を結成する権利。労使関係において立場の弱い労働者が、団結することで自分たちに有利な労働条件を確保することを目指す。
団体交渉権
労働者が団結して使用者と交渉し、労働協約を締結できるようにする。なお、文言上は団体交渉は団体行動の一例として掲げられているものと読めるが、解釈上は、団体交渉権と団体行動権は別のものと考えられている。さらに、文言が「勤労者」となっているため、労使関係にあるかないかに関わらずその他の働き方に対しても、利害関係のある者との間に団体交渉権が保障されるべきとの見解が、委託・請負・フランチャイズ契約で働く勤労者およびそれらを支援する有識者の間に広がっている。
団体行動権
ストライキなどの争議行為をすること。この団体行動権は団体交渉権の裏付けにもなるものである。ただし、これが発動されることによって多くの国民が不利益を被るような職種の場合、公共の福祉の観点から団体行動権が法律で制限される場合もある。なお、条文上は「団体交渉その他の団体行動をする権利」とあり、（別個のものを列挙する際に用いる）「その他」ではなく（それ以前に示したものが例示であることを示す）「その他の」であることから、団体交渉権は団体行動権の一種とも読めるが、一般に、団体交渉権と団体行動権は別個のものとして理解されている。

## 沿革

### 大日本帝国憲法
なし

### GHQ草案
「GHQ草案」、国立国会図書館「日本国憲法の誕生」。

#### 日本語
第二十六条
労働者カ団結、商議及集団行為ヲ為ス権利ハ之ヲ保障ス

#### 英語
Article XXVI.
The right of workers to organize and to bargain and act collectively is guaranteed.（訳：労働者の、団結し、並びに集団により交渉し及び行為する権利は、これを保障する。）

### 憲法改正草案要綱
「憲法改正草案要綱」、国立国会図書館「日本国憲法の誕生」。

第二十六
勤労者ノ団結及団体交渉其ノ他ノ集団行為ヲ為スノ権利ハ之ヲ保障スベキコト

### 憲法改正草案
「憲法改正草案」、国立国会図書館「日本国憲法の誕生」。

第二十六条
勤労者の団結する権利及び団体交渉その他の団体行動をする権利は、これを保障する。

## この法文に定める権利が制限される職
- 警察官・自衛官・消防官（労働三権の否定）
- 一般国家公務員・地方公務員（団体交渉権・団体行動権の否定）
- 現業公務員（労働協約締結権の制限・団体行動権の否定）

## 関連訴訟・判例
憲法28条は「法律の留保」を付することなく労働三権を労働者に保障している。そのため労働三権を制限する法令は常に違憲の疑いにさらされる。特に公務員の労働基本権をめぐる訴訟が多く、1960年代には、いわゆる「二重の基準」論が最高裁でとられた（都教組事件等）が、その後この基準が否定され、現在に至っている。
- 三井美唄労組事件（最大判昭和43年12月4日）[1] - 憲法15条1項、憲法25条
- 全農林警職法事件（最大判昭和48年4月25日） - 憲法18条、憲法21条、憲法31条

## 関連条文
- 日本国憲法第21条(集会･結社の自由)
- 日本国憲法第27条(勤労の権利及び義務)